# Adonis (mitologia)
Adonis (gr. Ἄδωνις Adōnis, łac. Adonis) – postać mitologii greckiej, w starożytności podmiot czci boskiej i kultu religijnego, piękny młodzieniec, ulubieniec Afrodyty. Według Hezjoda (ok. 701 r. p.n.e.) był synem Fojniksa i Alfesibei. W późniejszych źródłach często pojawiała się informacja, że był synem Myrry z jej kazirodczego związku z Kinyrasem, bądź Tejasem.

## Pochodzenie kultu
Kult Adonisa dotarł do Grecji w okresie archaicznym z terenów bliskowschodnich. Imię bóstwa pochodzi bezpośrednio od fenickiego tytułu adon („pan”), por. hebr. adonai. Grecy nie rozumiejąc semickiego tytułu, uznali go błędnie za imię własne.

## Okoliczności narodzin Adonisa
Tejas był królem syryjskim. Wraz ze swą żoną (nieznaną z imienia) mieli córkę Myrrę. Myrra była piękną dziewczyną, do tego stopnia, że jej matka chełpiła się posiadaniem córki piękniejszej niż Afrodyta. To sprowadziło na ród Myrry gniew bogini. Afrodyta sprowadziła na królewnę pragnienie kazirodczego związku z własnym ojcem. Z pomocą swej piastunki, Hippolity, udało jej się oszukać i obcować z Tejasem przez dwanaście nocy. Podczas dwunastej nocy Tejas odkrył podstęp i chciał zabić córkę. Uciekając przed ojcem, Myrra błagała bogów o ratunek. Ci spełnili jej prośbę i zamienili ją w drzewko mirtowe, z którego sączy się żywica nazywana "łzami Mirry". Gdy Afrodyta odpoczywała pod drzewkiem mirtowym, pień pękł i wypadło z niego niemowlę, Adonis. Afrodyta wzięła je, a to kosztowało ją wiele bólu. To była zemsta Myrry. W innej wersji tego mitu występuje, zamiast Tejasa, król Cypru, Kinyras; a Myrra jest jego córką. Mogłoby to tłumaczyć umiejscowienie głównego ośrodka kultu Adonisa na Cyprze. Przy porodzie asystowała bogini Ejlejtyja.

## Narodziny, życie i śmierć Adonisa

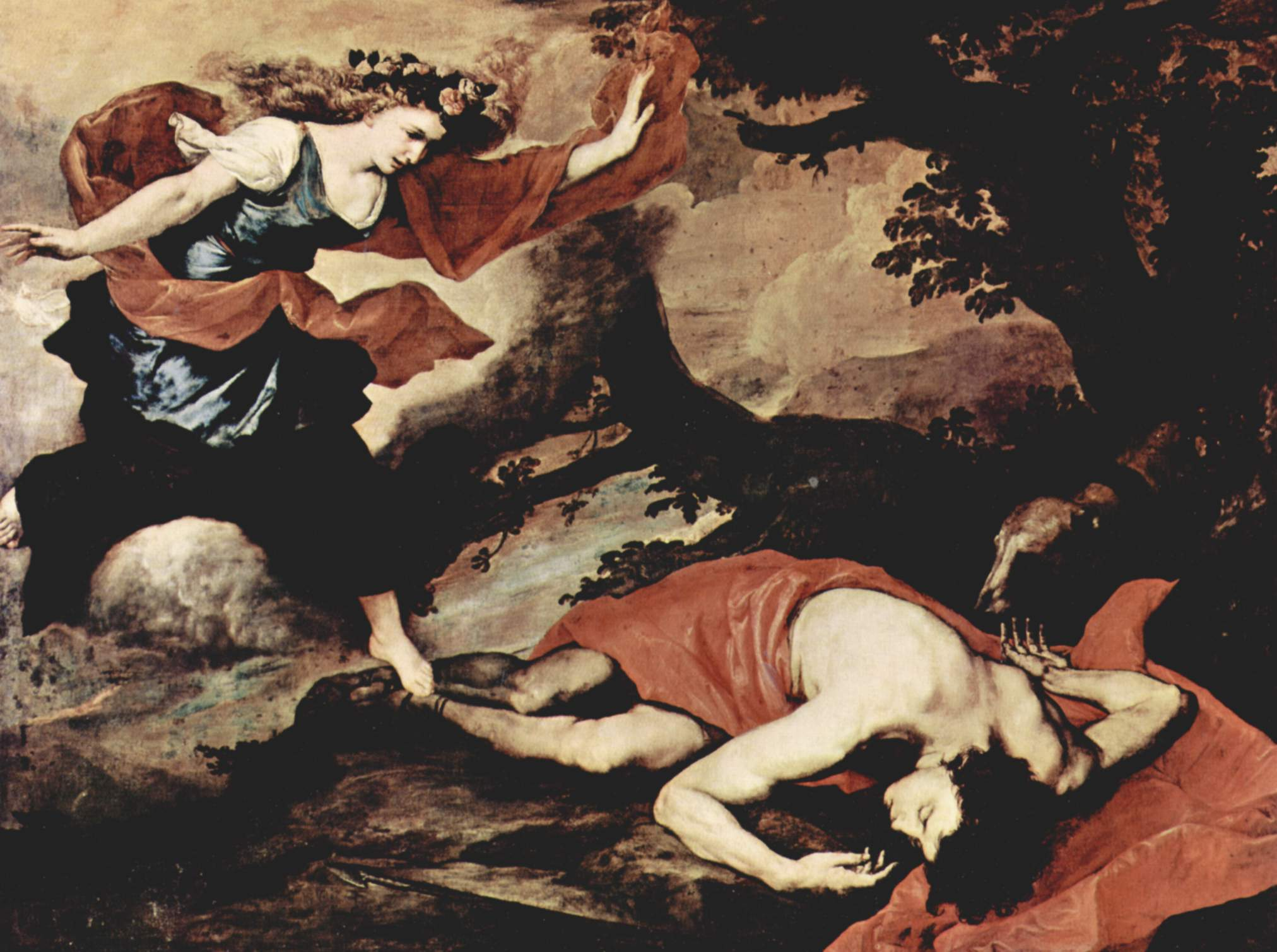
Martwy Adonis

Po dziesięciu (księżycowych) miesiącach kora na drzewie mirtowym podniosła się i pękła. Z rośliny wypadło niemowlę cudnej urody. Znalazła je Afrodyta i nazwała Adonisem (adon – pan, wyraz pochodzenia semickiego). W tajemnicy przed wszystkimi powierzyła go w opiece Persefonie. Gdy wyrósł na pięknego młodzieńca, Afrodyta chciała go odzyskać, lecz Persefona również zakochała się w Adonisie i zwrócić go nie chciała. O całym sporze dowiedział się Ares (być może powiedziała mu o tym sama Persefona) i nasłał na Adonisa wielkiego odyńca, który ugodził go kłem w krocze, rozszarpując je. Z kropli krwi, które padły na ziemię, wyrosły kwiaty – adonisy (inaczej miłek). Umierającego znalazła Afrodyta i poprosiła Zeusa o wskrzeszenie ukochanego. Nie chciała się na to zgodzić Persefona, która mówiła, że Adonis umarł i teraz należy do królestwa umarłych (czyli również do niej samej). Zeus (w innej wersji muza Kalliope) wskrzesił Adonisa i zarządził, że jedną trzecią roku Adonis spędzi z Persefoną, jedną trzecią z Afrodytą i jedną trzecią tam, gdzie chce. Adonis zawsze wybierał Afrodytę.

## Adonie
Były to uroczystości upamiętniające śmierć i zmartwychwstanie Adonisa. Podczas nich zakładano tzw. „ogródki Adonisa”.